# 斯特拉霍夫修道院圖書館
斯特拉霍夫修道院圖書館位於捷克首都布拉格斯特拉霍夫區的斯特拉霍夫修道院內。圖書館自修道院1134年落成時便已經成立，並收藏了極多藏品，可惜隨後的數世紀，圖書館多次受到戰事破壞。15世紀及16世紀的胡斯戰爭及三十年戰爭，都為圖書館帶來極大的傷害，大量書物流失。到了二戰結束後，捷克與斯洛伐克成為共產主義國家，圖書館內的書藏被分派到其他機構，至共產主義倒台後，才能回收大部分書藏。
圖書館內設神學館和哲學館，兩館分別以巴洛克風格及洛可可風格裝修，除此之外兩館都積極收藏珍貴書籍，當中包括9世紀的《斯特拉霍夫福音書》手抄本。